# Divizia Națională 2013-2014
Divizia Națională 2013–2014 este cel de-al 23-lea sezon din istoria Diviziei Naționale, prima ligă de fotbal din Republica Moldova. Competiția a început pe 27 iulie 2013 și s-a terminat pe 21 mai 2014.

## Echipe

### Stadioane
| Club                   | Stadion                 | Capacitate |
| ---------------------- | ----------------------- | ---------- |
| Academia Chișinău      | Stadionul CST UTM       | 2.888      |
| FC Costuleni           | CSR Orhei               | 2.539      |
| Dacia Chișinău         | Stadionul Moldova       | 1.000      |
| Dinamo-Auto Tiraspol   | Stadionul Dinamo-Auto   | 3.525      |
| Milsami Orhei          | CSR Orhei               | 2.539      |
| Olimpia Bălți          | Stadionul Olimpia Bălți | 5.953      |
| Rapid Ghidighici       | Stadionul Ghidighici    | 1.500      |
| Speranța Crihana Veche | CPSM                    | 1.000      |
| Sheriff Tiraspol       | Stadionul Sheriff       | 13.460     |
| FC Tiraspol            | Stadionul Sheriff       | 13.460     |
| FC Veris               | Stadionul Stăuceni      | 2.500      |
| Zimbru Chișinău        | Stadionul Zimbru        | 10.600     |

### Personal
| Echipa           | Oraș          | Antrenor                                        | Căpitan                       | Echipament | Sponsor     |
| ---------------- | ------------- | ----------------------------------------------- | ----------------------------- | ---------- | ----------- |
| Academia         | Chișinău      | Volodimir Knîș                                  | Radu Gînsari                  | Macron     | Macron      |
| Costuleni        | Costuleni     | Lilian Popescu                                  | Mihail Moraru                 | Joma       | Cavio       |
| Dacia            | Chișinău      | Igor Dobrovolski                                | Eugen Matiughin               | Puma       | Puma        |
| Milsami          | Orhei         | Ștefan Stoica Gheorghi Iarțev                   | Gheorghe Boghiu               | Joma       | Dufremol    |
| Olimpia          | Bălți         | Igor Ursachi                                    | Artem Kozlov                  | Acerbis    | Simtravel   |
| Rapid Ghidighici | Ghidighici    | Vladimir Liutîi                                 | Vitalie Plămădeală            | Legea      | Legea       |
| Sheriff Tiraspol | Tiraspol      | Vitali Rașkevici Juan Ferrando Veaceslav Rusnac | Miral Samardžić               | Adidas     | IDC         |
| Speranța         | Crihana Veche | Oleg Bejenari                                   | Eugen Gorceac                 | Jako       | Jako        |
| FC Tiraspol      | Tiraspol      | Vlad Goian                                      | Alexandru Popovici            | Adidas     | Tirotex     |
| Zimbru Chișinău  | Chișinău      | Sergiu Cleșcenco Oleg Kubarev                   | Nicolae Calancea Iulian Erhan | Puma       | CFM, Obolon |
| FC Veris         | Chișinău      | Dănuț Oprea Igor Dobrovolski Lilian Popescu     | Viorel Frunză                 | Legea      | Moldcell    |
| Dinamo-Auto      | Tiraspol      | Dumitru Arabadji                                | Eugen Hmaruc                  | Umbro      | Umbro       |

## Clasament
| Poz | Echipa                     | MJ | V  | E | Î  | GM | GP | G   | Pct  | Promovare sau retrogradare                         | Rezultat direct         |
| --- | -------------------------- | -- | -- | - | -- | -- | -- | --- | ---- | -------------------------------------------------- | ----------------------- |
| 1   | Sheriff Tiraspol (C) (Q)   | 33 | 28 | 3 | 2  | 98 | 16 | +82 | 87   | Liga Campionilor 2014–15 Turul doi preliminar      |                         |
| 2   | FC Tiraspol (Q)            | 33 | 21 | 9 | 3  | 60 | 27 | +33 | 72   | UEFA Europa League 2014–15 Primul tur preliminar   |                         |
| 3   | Veris Chișinău (Q)         | 33 | 21 | 8 | 4  | 74 | 25 | +49 | 71   | UEFA Europa League 2014–15 Primul tur preliminar   |                         |
| 4   | Zimbru Chișinău (Q)        | 33 | 18 | 7 | 8  | 56 | 24 | +32 | 61   | UEFA Europa League 2014–15 Primul tur preliminar 1 | ZIM: 7pt DAC: 1pt       |
| 5   | Dacia Chișinău             | 33 | 18 | 7 | 8  | 68 | 29 | +39 | 61   |                                                    | ZIM: 7pt DAC: 1pt       |
| 6   | Milsami Orhei              | 33 | 17 | 5 | 11 | 54 | 32 | +22 | 56   |                                                    |                         |
| 7   | FC Costuleni               | 33 | 16 | 4 | 13 | 43 | 33 | +10 | 52   |                                                    |                         |
| 8   | Dinamo-Auto Tiraspol       | 33 | 9  | 4 | 20 | 37 | 72 | −35 | 31   |                                                    |                         |
| 9   | Rapid Ghidighici (R)       | 33 | 6  | 4 | 23 | 27 | 75 | −48 | 020† | Retrogradare în Divizia "B" Centru 2014–15         | Echipa s-a desființat 2 |
| 10  | Academia Chișinău          | 33 | 5  | 4 | 24 | 26 | 88 | −62 | 19   |                                                    |                         |
| 11  | Olimpia                    | 33 | 5  | 3 | 25 | 26 | 77 | −51 | 18   | Spared from relegation                             |                         |
| 12  | Speranța Crihana Veche (R) | 33 | 4  | 2 | 27 | 20 | 91 | −71 | 011† | Retrogradare în Divizia "A" 2014–15                |                         |

Ultima actualizare: 16 May 2014
Sursa: Moldovan Football Federation ro
Reguli de clasare: 
1st points; 2nd head-to-head points; 3rd head-to-head goal difference; 4th head-to-head goals scored; 5th goal difference; 6th number of goals scored; 7th Fair Play competition.
1 Zimbru Chișinău have qualified for the first qualifying round of the 2014–15 UEFA Europa League as either winners or runners-up of the 2013–14 Moldovan Cup because Sheriff have already qualified for the second qualifying round of the 2014–15 UEFA Champions League.

2 Rapid Ghidighici were deducted two point's bacause of debts owed to players Ovidiu Mendizov and Vladimir Livșiț.
POZ = Poziția în clasament; (C) = Campioană; (R) = Retrogradată; (P) = Promovată; (E) = Eliminată; (O) = Câștigătoare de play-off; (A) = Avansează în runda următoare. 
Aplicabil doar când sezonul nu este terminat: 
(Q) = Calificare în faza competiției indicată; (TQ) = Calificare în competiție, dar încă nu în faza indicată; (RQ) = Calificată în competiția de retrogradare indicată; (DQ) = Descalificată din competiție.

### Poziționări pe etapă
Următorul tabel prezintă pozițiile echipelor după fiecare rundă a competiției.
| Club \ Etapa           | ‎‎1  | 2  | 3  | 4  | 5  | 6  | 7  | 8  | 9  | 10 | 11 | 12 | 13 | 14 | 15 | 16 | 17 | 18 | 19 | 20 | 21 | 22 | 23 | 24 | 25 | 26 | 27 | 28 | 29 | 30 | 31 | 32 | 33 |
| ---------------------- | -- | -- | -- | -- | -- | -- | -- | -- | -- | -- | -- | -- | -- | -- | -- | -- | -- | -- | -- | -- | -- | -- | -- | -- | -- | -- | -- | -- | -- | -- | -- | -- | -- |
| Sheriff Tiraspol       | 5  | 8  | 5  | 4  | 2  | 1  | 1  | 1  | 1  | 1  | 1  | 1  | 1  | 1  | 1  | 1  | 1  | 1  | 1  | 1  | 1  | 1  | 1  | 1  | 1  | 1  | 1  | 1  | 1  | 1  | 1  | 1  | 1  |
| FC Tiraspol            | 8  | 3  | 2  | 1  | 1  | 2  | 2  | 2  | 2  | 2  | 4  | 5  | 4  | 3  | 3  | 2  | 2  | 2  | 2  | 2  | 2  | 2  | 2  | 2  | 2  | 2  | 2  | 2  | 2  | 2  | 2  | 2  | 2  |
| Veris Chișinău         | 2  | 2  | 4  | 2  | 5  | 3  | 3  | 3  | 3  | 4  | 3  | 2  | 2  | 4  | 4  | 4  | 3  | 3  | 3  | 3  | 4  | 4  | 4  | 4  | 4  | 4  | 4  | 3  | 3  | 3  | 3  | 3  | 3  |
| FC Costuleni           | 9  | 11 | 10 | 7  | 9  | 7  | 5  | 6  | 5  | 5  | 6  | 4  | 3  | 2  | 2  | 3  | 4  | 4  | 4  | 5  | 5  | 6  | 6  | 5  | 6  | 7  | 7  | 6  | 6  | 7  | 7  | 7  | 7  |
| Dacia Chișinău         | 7  | 9  | 6  | 6  | 4  | 5  | 7  | 5  | 4  | 3  | 2  | 3  | 5  | 5  | 5  | 5  | 6  | 7  | 5  | 4  | 3  | 3  | 3  | 3  | 3  | 3  | 3  | 4  | 4  | 4  | 5  | 5  | 5  |
| Milsami Orhei          | 1  | 1  | 3  | 5  | 3  | 4  | 4  | 4  | 6  | 7  | 7  | 7  | 6  | 7  | 6  | 7  | 7  | 5  | 6  | 6  | 6  | 5  | 5  | 7  | 5  | 6  | 6  | 7  | 7  | 6  | 6  | 6  | 6  |
| Zimbru Chișinău        | 6  | 4  | 1  | 3  | 6  | 6  | 8  | 8  | 8  | 6  | 5  | 6  | 7  | 6  | 7  | 6  | 5  | 6  | 7  | 7  | 7  | 7  | 7  | 6  | 7  | 5  | 5  | 5  | 5  | 5  | 4  | 4  | 4  |
| Rapid Ghidighici       | 4  | 5  | 8  | 9  | 7  | 8  | 6  | 7  | 7  | 8  | 8  | 8  | 8  | 9  | 8  | 8  | 8  | 8  | 8  | 9  | 9  | 9  | 9  | 9  | 9  | 9  | 9  | 9  | 9  | 9  | 9  | 9  | 9  |
| Dinamo-Auto Tiraspol   | 3  | 6  | 7  | 8  | 10 | 10 | 10 | 10 | 9  | 9  | 9  | 9  | 9  | 8  | 9  | 9  | 9  | 9  | 9  | 8  | 8  | 8  | 8  | 8  | 8  | 8  | 8  | 8  | 8  | 8  | 8  | 8  | 8  |
| Olimpia                | 11 | 10 | 11 | 11 | 11 | 11 | 11 | 11 | 11 | 11 | 11 | 11 | 10 | 10 | 10 | 10 | 10 | 10 | 10 | 10 | 10 | 10 | 10 | 10 | 10 | 10 | 10 | 10 | 10 | 11 | 10 | 11 | 11 |
| Speranța Crihana Veche | 12 | 7  | 9  | 10 | 8  | 9  | 9  | 9  | 10 | 10 | 10 | 10 | 11 | 11 | 11 | 11 | 11 | 11 | 11 | 11 | 11 | 12 | 12 | 12 | 12 | 12 | 12 | 12 | 12 | 12 | 12 | 12 | 12 |
| Academia Chișinău      | 10 | 12 | 12 | 12 | 12 | 12 | 12 | 12 | 12 | 12 | 12 | 12 | 12 | 12 | 12 | 12 | 12 | 12 | 12 | 12 | 12 | 11 | 11 | 11 | 11 | 11 | 11 | 11 | 11 | 10 | 11 | 10 | 10 |

Ultima actualizare: 21 mai 2014
Sursa: Kicker.de de

## Rezultate

### Prima și a doua rundă
| Acasă ╲ Deplasare      | ACA | TIR | DAC | DIA | MIL | OLI | RAP    | SHE | SCV | TIR    | VER    | ZIM |
| Academia Chișinău      |     | 0–2 | 1–2 | 0–2 | 0–0 | 1–1 | 0–2    | 0–7 | 4–2 | 1–2    | 0–3    | 0–3 |
| FC Costuleni           | 0–0 |     | 0–0 | 3–0 | 0–2 | 5–1 | 3–0    | 0–1 | 1–2 | 3–1    | 2–3    | 1–1 |
| Dacia Chișinău         | 7–1 | 0–2 |     | 2–0 | 1–0 | 2–0 | 1–1    | 1–3 | 7–0 | 0–0    | 3–1    | 1–1 |
| Dinamo-Auto Tiraspol   | 6–0 | 0–1 | 1–2 |     | 1–2 | 2–1 | 2–1    | 0–6 | 3–0 | 1–3    | 0–6    | 0–2 |
| Milsami Orhei          | 3–0 | 0–1 | 1–4 | 1–0 |     | 4–1 | 3–1    | 0–2 | 6–0 | 0–1    | 2–0    | 4–2 |
| Olimpia                | 3–1 | 0–1 | 1–4 | 0–1 | 0–1 |     | 3–1    | 0–5 | 1–1 | 0–3    | 0–3    | 0–3 |
| Rapid Ghidighici       | 3–1 | 2–1 | 2–4 | 2–1 | 1–1 | 1–1 |        | 2–3 | 4–2 | 0–3[2] | 0–3[2] | 0–1 |
| Sheriff Tiraspol       | 8–0 | 4–1 | 1–0 | 3–0 | 1–0 | 3–0 | 2–0    |     | 1–0 | 1–2    | 3–0    | 2–2 |
| Speranța Crihana Veche | 1–3 | 0–1 | 0–1 | 1–1 | 2–3 | 0–2 | 0–2    | 0–5 |     | 0–3    | 0–6    | 1–0 |
| FC Tiraspol            | 2–0 | 2–1 | 3–3 | 1–1 | 2–1 | 1–0 | 1–1    | 0–3 | 5–0 |        | 0–0    | 1–0 |
| Veris Chișinău         | 6–0 | 1–1 | 0–0 | 5–0 | 0–0 | 3–0 | 3–1    | 2–1 | 1–0 | 3–3    |        | 1–1 |
| Zimbru Chișinău        | 3–0 | 0–1 | 2–1 | 0–0 | 0–0 | 4–1 | 3–0[2] | 1–1 | 5–0 | 1–2    | 1–0    |     |

Ultima actualizare: 14 May 2014
Sursa: Football Association of Moldova
1Echipa gazdă este listată în coloana din stânga.
2 ^ Rapid Ghidighici a pierdut cu 0–3 meciurile sale împotriva lui FC Tiraspol, FC Veris și Zimbru Chișinău, întrucât echipa s-a retras din campionat.
Culori: Albastru = gazda e câștigătoare; Galben = egal; Roșu = oaspeții sunt câștigători.

### Runda a treia
Key numbers for pairing determination (number marks position after 22 games):
```
23rd round 24th round 25th round 26th round 27th round 28th round
  1 – 12    12 – 7      2 – 12    12 – 8      3 – 12    12 – 9
  2 – 11     8 – 6      3 – 1      9 – 7      4 – 2     10 – 8
  3 – 10     9 – 5      4 – 11    10 – 6      5 – 1     11 – 7
  4 – 9     10 – 4      5 – 10    11 – 5      6 – 11     1 – 6
  5 – 8     11 – 3      6 – 9      1 – 4      7 – 10     2 – 5
  6 – 7      1 – 2      7 – 8      2 – 3      8 – 9      3 – 4

29th round 30th round 31st round 32nd round 33rd round
  4 – 12    12 – 10     5 – 12    12 – 11     6 – 12
  5 – 3     11 – 9      6 – 4      1 – 10     7 – 5
  6 – 2      1 – 8      7 – 3      2 – 9      8 – 4
  7 – 1      2 – 7      8 – 2      3 – 8      9 – 3
  8 – 11     3 – 6      9 – 1      4 – 7     10 – 2
  9 – 10     4 – 5     10 – 11     5 – 6     11 – 1
```

| Acasă ╲ Deplasare      | ACA    | TIR | DAC | DIA    | MIL    | OLI | RAP    | SHE | SCV | TIR    | VER    | ZIM |
| Academia Chișinău      |        |     |     | 2–2    | 0–3    | 1–0 | 3–0[3] |     |     | 0–2    | 1–2    |     |
| FC Costuleni           | 1–0    |     | 2–1 |        | 1–2    |     | 3–0[3] | 0–2 |     |        |        | 1–2 |
| Dacia Chișinău         | 4–0    |     |     |        | 2–0    |     | 3–0[3] | 2–3 |     |        | 0–1    | 0–2 |
| Dinamo-Auto Tiraspol   |        | 2–1 | 0–6 |        |        | 4–1 | 3–0[3] | 1–4 | 0–1 |        |        |     |
| Milsami Orhei          |        |     |     | 6–1    |        | 1–0 | 3–0[3] |     | 3–1 | 0–0    | 2–3    | 0–2 |
| Olimpia                |        | 1–2 | 0–3 |        |        |     | 3–0[3] | 0–5 | 3–2 |        |        |     |
| Rapid Ghidighici       | 0–3[3] |     |     | 0–3[3] | 0–3[3] |     |        |     |     | 0–3[3] | 0–3[3] |     |
| Sheriff Tiraspol       | 4–1    |     |     |        | 2–0    |     | 3–0[3] |     |     | 1–0    | 0–0    | 2–1 |
| Speranța Crihana Veche | 1–5    | 0–1 | 0–1 |        |        |     | 3–0[3] | 0–6 |     |        |        |     |
| FC Tiraspol            |        | 1–0 | 0–0 | 4–1    |        | 2–1 | 3–0[3] |     | 2–0 |        |        | 2–1 |
| Veris Chișinău         |        | 2–0 |     | 3–1    |        | 3–0 | 3–0[3] |     | 3–0 | 3–3    |        | 1–0 |
| Zimbru Chișinău        | 1–0    |     |     | 2–0    |        | 4–1 | 3–0[3] |     | 2–0 |        |        |     |

Ultima actualizare: 16 May 2014
Sursa: Football Association of Moldova
1Echipa gazdă este listată în coloana din stânga.
3 ^ Rapid Ghidighici a pierdut toate meciurile sale din turul 3 cu 0–3, întrucât echipa s-a retras din campionat.
Culori: Albastru = gazda e câștigătoare; Galben = egal; Roșu = oaspeții sunt câștigători.

## Topul marcatorilor
Actualizat la 22 mai 2014.
| Poziție | Jucător           | Club                                         | Goluri |
| ------- | ----------------- | -------------------------------------------- | ------ |
| 1       | Henrique Luvannor | Sheriff Tiraspol                             | 26     |
| 2       | Viorel Frunză     | Veris Chișinău                               | 18     |
| 3       | Miloš Krkotić     | Dacia Chișinău                               | 14     |
| 4       | Ismail Isa        | Sheriff Tiraspol                             | 13     |
| 4       | Gheorghe Boghiu   | Milsami                                      | 13     |
| 4       | Sergey Tsyganov   | Zimbru Chișinău                              | 13     |
| 7       | Jhulliam Bonfim   | Sheriff Tiraspol                             | 12     |
| 8       | Denis Calincov    | Rapid Ghidighici (2) & Academia Chișinău (8) | 10     |
| 9       | Victor Gonța      | Costuleni(3) & Veris Chișinău (6)            | 9      |
| 9       | Juninho Potiguar  | Sheriff Tiraspol                             | 9      |

### Hat-trickuri
| Key | Key                      |
| --- | ------------------------ |
| 4   | Player scored four goals |
| 5   | Player scored five goals |

| Player             | Home                 | Away              | Result | Date               |
| ------------------ | -------------------- | ----------------- | ------ | ------------------ |
| Viorel Frunză      | Dinamo-Auto Tiraspol | Veris Chișinău    | 0–6    | 14 septembrie 2013 |
| Miloš Krkotić      | Dacia Chișinău       | Academia Chișinău | 7–1    | 21 septembrie 2013 |
| Jhulliam Bonfim    | Speranța Crihana     | Sheriff Tiraspol  | 0–5    | 25 septembrie 2013 |
| Viorel Frunză      | Academia Chișinău    | Veris Chișinău    | 0–3    | 08 noiembrie 2013  |
| Gheorghe Boghiu    | Milsami Orhei        | Zimbru Chișinău   | 4–2    | 09 noiembrie 2013  |
| Henrique Luvannor  | Sheriff Tiraspol     | Academia Chișinău | 8–0    | 04 decembrie 2013  |
| Jhulliam Bonfim4   | Sheriff Tiraspol     | Academia Chișinău | 8–0    | 04 decembrie 2013  |
| Viorel Frunză      | Veris Chișinău       | Olimpia           | 3–0    | 21 martie 2014     |
| Denis Calincov4    | Speranța Crihana     | Academia Chișinău | 1–5    | 16 mai 2014        |
| Radivoje Golubović | Dinamo-Auto Tiraspol | Dacia Chișinău    | 0–6    | 21 mai 2014        |

### Clean sheets
La 21 mai 2014.
| Poziție | Jucător             | Club                                      | Clean sheets |
| ------- | ------------------- | ----------------------------------------- | ------------ |
| 1       | Dumitru Stăjilă     | Sheriff Tiraspol                          | 16           |
| 2       | Adrian Pătraș       | FC Costuleni                              | 11           |
| 3       | Georgi Georgiev     | FC Tiraspol                               | 10           |
| 4       | Eugen Matiughin     | Dacia Chișinău                            | 9            |
| 5       | Sergiu Diaconu      | Veris Chișinău                            | 8            |
| 5       | Artiom Gaiduchevici | Veris Chișinău                            | 8            |
| 7       | Andrian Negai       | Milsami Orhei                             | 7            |
| 8       | Sergiu Juric        | Veris Chișinău (2) & Sheriff Tiraspol (4) | 6            |
| 9       | Nicolae Calancea    | Zimbru Chișinău                           | 5            |
| 9       | Denis Rusu          | Zimbru Chișinău                           | 5            |

## Disciplinar
La 22 mai 2014.
| Poziția | Jucător              | Club                                         | Yellow card | Double Yellow Card/Ejection · Double Yellow Card/Ejection | Red Card | Puncte |
| ------- | -------------------- | -------------------------------------------- | ----------- | --------------------------------------------------------- | -------- | ------ |
| 1       | Vadim Cemîrtan       | Costuleni                                    | 7           | 0                                                         | 1        | 10     |
| 1       | Adil Rhaili          | Milsami Orhei                                | 8           | 1                                                         | 0        | 10     |
| 1       | Petru Ojog           | Costuleni                                    | 10          | 0                                                         | 0        | 10     |
| 1       | Victor Mudrac        | Olimpia Bălți (7) & Dinamo-Auto Tiraspol (3) | 10          | 0                                                         | 0        | 10     |
| 4       | Alexandru Scripcenco | Sheriff Tiraspol (4) & Costuleni (5)         | 3           | 0                                                         | 2        | 9      |
| 4       | Serghei Gheorghiev   | Tiraspol (2) & Dinamo-Auto Tiraspol (7)      | 7           | 1                                                         | 0        | 9      |
| 4       | Eugen Celeadnic      | Speranța Crihana Veche                       | 9           | 0                                                         | 0        | 9      |
| 4       | Dumitru Seul         | Veris Chișinău                               | 9           | 0                                                         | 0        | 9      |
| 9       | Constantin Țurcan    | Dinamo-Auto Tiraspol                         | 3           | 1                                                         | 1        | 8      |
| 9       | Stanislav Luca       | Rapid Ghidighici (4) & Costuleni (3)         | 8           | 0                                                         | 0        | 8      |
| 9       | Gheorghe Anton       | Zimbru Chișinău                              | 8           | 0                                                         | 0        | 8      |
| 9       | Viorel Frunză        | Veris Chișinău                               | 8           | 0                                                         | 0        | 8      |

## Premiul Fair-Play
La 22 mai 2014.
| Poziția | Club                   | Yellow card | Double Yellow Card/Ejection · Double Yellow Card/Ejection | Direct Red Card | Puncte | Worst Disciplinary Player                |
| ------- | ---------------------- | ----------- | --------------------------------------------------------- | --------------- | ------ | ---------------------------------------- |
| 1       | Tiraspol               | 37          | 0                                                         | 0               | 37     | Georgi Karaneicev (6 puncte)             |
| 2       | Sheriff Tiraspol       | 42          | 1                                                         | 1               | 47     | Vadim Paireli (7 puncte)                 |
| 3       | Veris Chișinău         | 58          | 2                                                         | 0               | 62     | Dumitru Seul (9 puncte)                  |
| 3       | Olimpia Bălți          | 57          | 1                                                         | 1               | 62     | Victor Mudrac, Alexandru Grab (7 puncte) |
| 5       | Milsami Orhei          | 53          | 2                                                         | 3               | 66     | Adil Rhaili (10 puncte)                  |
| 6       | Dinamo-Auto Tiraspol   | 55          | 4                                                         | 3               | 72     | Constantin Țurcan (8 puncte)             |
| 7       | Zimbru Chișinău        | 71          | 1                                                         | 0               | 73     | Gheorghe Anton (8 puncte)                |
| 8       | Dacia Chișinău         | 73          | 1                                                         | 1               | 78     | Ibrahima Camara (7 puncte)               |
| 9       | Speranța Crihana Veche | 71          | 1                                                         | 2               | 79     | Eugen Celeadnic (9 puncte)               |
| 10      | Academia Chișinău      | 68          | 2                                                         | 3               | 81     | Ion Burlacu (7 puncte)                   |
| 11      | Costuleni              | 68          | 2                                                         | 4               | 84     | Vadim Cemîrtan, Petru Ojog (10 puncte)   |
| DSQ     | Rapid Ghidighici       | 34          | 1                                                         | 2               | 42     | Iurie Livandovschi (6 puncte)            |

S-a acordat câte un punct pentru fiecare cartonaș galben, câte două puncte pentru două galbene și câte trei puncte pentru fiecare cartonaș roșu. 

## Spectatori
| Poz | Echipa                 | Total  | Max   | Min | Medie | Schimbare |
| --- | ---------------------- | ------ | ----- | --- | ----- | --------- |
| 1   | Zimbru Chișinău        | 15.350 | 4.500 | 200 | 2.350 | n/a†      |
| 2   | Olimpia                | 13.200 | 2.300 | 300 | 1.300 | n/a†      |
| 3   | Milsami Orhei          | 11.000 | 1.500 | 200 | 850   | n/a†      |
| 4   | Sheriff Tiraspol       | 10.261 | 1.611 | 150 | 881   | n/a†      |
| 5   | Veris Chișinău         | 5.950  | 1.000 | 50  | 525   | n/a†      |
| 6   | Dacia Chișinău         | 5.500  | 1.000 | 0   | 500   | n/a†      |
| 7   | FC Costuleni           | 4.950  | 800   | 100 | 450   | n/a†      |
| 8   | FC Tiraspol            | 4.830  | 600   | 150 | 375   | n/a†      |
| 9   | Rapid Ghidighici       | 2.850  | 1.000 | 100 | 550   | n/a†      |
| 10  | Speranța Crihana Veche | 2.850  | 500   | 50  | 275   | n/a†      |
| 11  | Academia Chișinău      | 2.800  | 500   | 50  | 275   | n/a†      |
| 12  | Dinamo-Auto Tiraspol   | 2.310  | 450   | 50  | 250   | n/a†      |
|     | Total în campionat     | 81.951 | 4.500 | 0   | 2.250 | n/a†      |

Sursa: